# Journée nationale de la jeunesse (Inde)
La journée nationale de la jeunesse a lieu tous les 12 janvier en Inde. C'est la date d'anniversaire de Swami Vivekananda. En 1984, le gouvernement indien choisit ce jour pour célébrer la jeunesse et, depuis 1985, l'événement est célébré chaque année en Inde.

## Histoire
La décision fut prise par le gouvernement indien en 1984. Il fut déclaré que "la philosophie de Swamiji et ses idéaux, personnels comme professionnels, étaient une excellente source d'inspiration pour la jeunesse indienne. 

Le 12 janvier 2013, l'ancien premier ministre indien Manmohan Singh inaugura des célébrations sur une période de quatre ans en l'honneur du 150e anniversaire de Swami Vivekananda. 
Ce que Gandhi a dit capture l'importance capitale de répandre les idées et valeurs de Swami Vivekananda parmi la jeunesse de notre pays aujourd'hui. Il a personnifié l'énergie éternelle et la jeunesse dans une quête sans répit de la vérité. Ainsi, il est tout à fait approprié que le gouvernement désigne le 12 janvier, anniversaire de Swami Vivekananda, comme la journée nationale de la jeunesse. Nous devons travailler à raviver le message éternel d'un grand patriote et fils de l'Inde.

## Célébration et activités
Chaque année, la journée nationale de la jeunesse se déroule partout en Inde dans les écoles et universités, avec des processions, des discours, de la musique, des conventions de jeunes, des séminaires, du yoga, des présentations, des compétitions d'écriture d'essais, des récitations et du sport. Les cours et écrits de Swami Vivekananda, inspirés de la tradition spirituelle indienne et de son maître Sri Ramakrishna Paramahansa furent des sources de motivations pour de nombreuses associations de jeunes, des cercles d'étude et des projets de service impliquant la jeunesse.